# Pat Simmons
Patrick Simmons (nasceu em 19 de outubro de 1948 em Aberdeen, Washington) é um cantor, compositor e guitarrista estadunidense.
Simmons foi um dos fundadores da banda americana de rock The Doobie Brothers formada em 1970 no norte da Califórnia com Tom Johnston, John Hartman e Dave Shogren.
Pat é o cantor de várias canções da banda californiana como a gospel  "Jesus is Just Alright", de autoria de Arthur Reynolds, do álbum Toulouse Street  e a sua canção mais conhecida "Black Water" do álbum What Were Once Vices Are Now Habits.
Quando Pat Simmons deixou os The Doobie Brothers em 1981, os membros remanescentes resolveram dissolver a banda do que permanecer sem ele.
Em 1983, Simmons lançou seu primeiro álbum solo Arcade que teve um Top 40 com a canção "So Wrong".
Patrick Simmons voltou para The Doobie Brothers em 1987 e continua em atividade até hoje.